# Łętownica-Parcele
Łętownica-Parcele is een plaats in het Poolse district  Ostrowski (Mazovië), woiwodschap Mazovië. De plaats maakt deel uit van de gemeente Andrzejewo en telt 90 inwoners.